# Kunějov
Kunějov (deutsch Kunas) ist ein Ortsteil der Gemeinde Člunek  in Tschechien. Der Ort ist als ein Grabenangerdorf angelegt.

## Geographie
Nachbarorte sind im Süden Dobrá Voda (Guttenbrunn) und Senotín (Zinolten), im Norden Člunek (Hosterschlag) und im Osten Kaproun (Kaltenbrunn).

## Geschichte
Der Ort wurde im 12. Jahrhundert auf dem Gebiet eines aufgelösten Meierhofes gegründet. Die Anlage von Kunas und die bis 1945 gesprochene Ui-Mundart (nordbairisch) mit ihren speziellen bairischen Kennwörtern, weist auf eine Besiedlung durch bairische deutsche Stämme aus dem oberpfälzischen Raum hin, wie sie nach 1050, aber vor allem im 12/13. Jahrhundert erfolgte. Im Laufe der Jahrhunderte änderte sich die Namensform des Ortes mehrmals. So schrieb man 1487 „Kunniegow“, 1555 „Kuniow“, 1696 „Gunnesz“ und schließlich im Jahre 1790 „Gunas“ bzw. „Kunas“.
Ursprünglich waren die Flurgrenzen des Ortes gegen Tieberschlag und Hosterschlag die Landesgrenzen zwischen Österreich und dem Königreich Böhmen. Nach einer Übereinkunft von Rudolf I. und dem böhmischen König Ottokar II. Přemysl kam der Ort an das Königreich Böhmen. Der Ort war bis ins 17. Jahrhundert ein Teil der Herrschaft Neuhaus. Danach kam es an die Herrschaft Neubistritz, bei welcher Kunas bis 1848 verblieb. Kunas war nach dem 17. Jahrhundert zu Adamsfreiheit und seit 1787 in Hosterschlag eingepfarrt. Ab diesem Jahr wurde auch die Matriken des Ortes geführt. Die Einwohner des Ortes lebten von der Vieh-, Forst- und Landwirtschaft. Weiters fertigten die Kunaser in Heimarbeit Weberei- und Stickereien. Neben der Landwirtschaft gab es noch Kleingewerbe im Kunas.
Nach dem Ersten Weltkrieg kam der zuvor zu Österreich-Ungarn gehörende Ort, der 1910 zu 88 % von Deutschmährern bewohnt wurde, durch den Vertrag von Saint-Germain zur Tschechoslowakei. Maßnahmen in der Zwischenkriegszeit wie die Bodenreform 1919, die Sprachenverordnung 1926, die Neuansiedlungen sowie Neubesetzungen von Beamtenposten durch Personen der tschechischen Volksgruppe führten in Kunas, aber auch allgemein im Lande zu Spannungen und zur sogenannten Sudetenkrise. Infolge des Münchner Abkommens gehörte Kunas ab 1. Oktober 1938 zum deutschen Reichsgau Niederdonau.
Nach dem Ende des Zweiten Weltkrieges – der 23 Opfer forderte – wurden die im Münchner Abkommen an Deutschland übertragenen Territorien wieder der Tschechoslowakei zugeordnet. Am 28. Mai 1945 wurde der Ort, zeit- und systemgleich wie die umliegenden Gemeinden, von einer motorisierten Gruppe Tschechen besetzt. Sie nahmen einige Geiseln und vertrieben die deutschen Bewohner und zuletzt die Geiseln über die Grenze nach Österreich. Dabei kam es zu vier Ziviltoten. 13 Personen verblieben im Ort.
In Übereinstimmung mit den ursprünglichen Überführungs-Zielen des Potsdamer Kommuniqués verlangte die Rote Armee, den Abschub aller Sudetendeutschen aus Österreich nach Deutschland. Von den Vertriebenen konnten so nur wenige Familien in Österreich verbleiben.
Am 14. Juni 1964 wurde die Ortschaft in die nördliche Nachbargemeinde Člunek eingemeindet. Im Jahre 2001 bestand das Dorf aus 33 Wohnhäusern, in denen 51 Menschen lebten.

## Wappen und Siegel
Das einzige bekannte Gemeindesiegel stammte aus dem 19. Jahrhundert. Es handelt sich hierbei um einen bildlosen Gemeindestempel, der ab 1919 zweisprachig war. Aus Bericht lässt sich entnehmen, dass davor alle rechtlichen Angelegenheiten von den Dorfrichtern in Zinolten oder Grambach besiegelt wurden.

## Bevölkerungsentwicklung
| Volkszählung | Einwohner gesamt | Volkszugehörigkeit der Einwohner | Volkszugehörigkeit der Einwohner | Volkszugehörigkeit der Einwohner |
| Jahr         | Einwohner gesamt | Deutsche                         | Tschechen                        | Andere                           |
| ------------ | ---------------- | -------------------------------- | -------------------------------- | -------------------------------- |
| 1880         | 669              | 659                              | 9                                | 1                                |
| 1890         | 592              | 591                              | 1                                | 0                                |
| 1900         | 558              | 547                              | 11                               | 0                                |
| 1910         | 478              | 471                              | 7                                | 0                                |
| 1921         | 427              | 411                              | 9                                | 7                                |
| 1930         | 414              | 378                              | 26                               | 10                               |
| 1991         | 75               |                                  |                                  |                                  |
| 2001         | 51               |                                  |                                  |                                  |

## Sehenswürdigkeiten
- Kapelle der Heiligen Philipp und Jakob (1855), Altar und Bilder von J. Neumann
- Kriegerdenkmal